# ابولووا
ابولووا (به لاتین: Ebolowa) یک شهر در کامرون است که در منطقه جنوب واقع شده‌است. ابولووا ۷۶٬۸۸۵ نفر جمعیت دارد و ۶۳۶ متر بالاتر از سطح دریا واقع شده‌است.